# 김명윤 (조선)
김명윤(金明胤, 1493년 ~ 1572년)은 조선 중기의 문신으로, 본관은 광산(光山), 자(字)는 회백(晦伯)이다. 김겸광의 손자이며 김극핍(金克愊)의 장남이다. 그의 어머니는 효령대군 이보의 4대손이며 후일 이경록, 인조반정의 공신인 이서, 이기축을 배출하는 가문이기도 하다. 종조부는 훈구파의 핵심으로 좌의정을 지낸 김국광이며, 종조부 김국광의 5대손이 훈구파에서 사림파로 당적을 옮긴 사람이자 훗날 서인의 핵심세력이 되는 황강 김계휘, 김은휘이고 김국광의 6대손, 즉 그의 재종고손과 종5대손이 사계 김장생과 신독재 김집으로 훗날 서인 예학의 종주가 된다.

## 생애
훈구파 공신 가문의 출신으로, 1513년(중종 8) 진사시에 합격하고, 1519년 조광조 등의 천거로 현량과(賢良科)에 선발, 병과로 급제하여 관직에 올라, 홍문관부정자(副正字), 저작(著作) 등을 지냈다. 그러나 1519년 개혁에 염증을 느낀 중종의 기묘사화로 조광조, 김정 등이 축출되었다. 이때 조광조 등의 사림파 외에도 현량과로 선발된 인사들이 추방되었지만, 그를 비롯한 일부는 조정에 남아 있어서 이때부터 사림파의 비난을 받게 되었다. 이후 현량과가 무효로 되자 다시 음서로 관직에 올라 음직(蔭職)을 역임하다가 1524년(중종 18년) 별시 문과에 병과로 급제하였다. 그 이후 형조좌랑, 성균관사예, 좌승지 등을 지냈다. 또한 그의 아버지 김극핍은 심정의 측근으로 활동하며 김안로 일파와 대립하였다.
후일 그가 기묘사화로 쫓겨난 후에도 음서로 관직에 오른 것과 다시 과거 시험에 응시한 일로 백인걸 등의 비난을 받기도 했다. 이후에는 도승지가 되었으나 1544년(인종 즉위) 인종 즉위 후 기묘사화로 피해를 입은 인사들의 복권 여론이 나올 때, 그를 비롯한 몇 명은 음서로 관직에 오르거나 다시 과거 시험을 준비한 일로 논란이 되었다. 이후 경기도관찰사로 승진했는데 명종 즉위 후에는 대윤, 소윤의 갈등이 벌어지자 윤원형의 소윤에 가담, 윤임과 봉성군 이완의 공격에 가담했다. 이후 한성부좌윤, 개성유수로 특진관을 겸했고 장례원판결사, 형조참판, 한성부좌윤, 동지중추부사, 호조참판, 경기도관찰사, 형조판서, 우참찬, 병조판서, 이조판서, 우찬성, 좌찬성 등을 지냈지만 선조 즉위 직후, 외척들이 몰락하면서 사림파로부터 그에 대한 삭탈관직의 주장이 나오기도 했다. 그는 1572년 사망하였다. 그의 복권 여부도 논란이 되었다. 그러나 선조가 충훈부(忠勳府) 지시하여 정승의 예에 따라 그의 장례를 치르게 하여, 그의 장례식을 놓고 대접함이 부당하다는 논란이 일어났다.

## 가족 관계
- 조부 : 김겸광(金謙光, 1419 ~ 1490)
- 조모 : 진계손(陳繼孫)의 딸
  - 부친 : 김극핍(金克愊, 1472 ~ 1531)
- 외조부 : 파성군(把城君) 이철동(李哲仝, 1443 ~ ?)
- 외조모 : 변심(卞鐔)의 딸 군부인 초계 변씨
  - 모친 : 전주 이씨(1494 ~ ?)
    - 남동생 : 김홍윤(金弘胤, 1499 ~ 1569)
    - 여동생 : 함안 이씨 이림(李霖)의 처(1502 ~ ?)
    - 여동생 : 노홍우(盧弘祐)의 처
    - 여동생 : 류금현(柳金鉉)의 처
    - 여동생 : 김귀현(金貴顯, 1510 ~ ?)
    - 여동생 : 문천정(文川正) 이수갑(李壽甲)의 처[2]
    - 남동생 : 김의윤(金懿胤, 1515 ~ 1583)
    - 부인 : 홍경주(洪景舟)의 장녀 남양 홍씨
      - 장남 : 김희서(金熙瑞)[1]
      - 며느리 : 홍극찬(洪克讚)의 장녀 남양 홍씨
        - 손녀 : 경주 김씨 김위(金偉)의 처(1545 ~ ?)

      - 차남 : 김기서(金基瑞)[1]
      - 며느리 : 이수(李壽)의 장녀 전주 이씨
      - 3남 : 김흥서(金興瑞)[1]
      - 며느리 : 신진(辛鎭)의 장녀 영산 신씨(1533 ~ ?)
      - 딸 : 박호원(朴好元)의 처

## 참고 문헌
- 중종실록
- 명종실록
- 선조실록
- 연려실기술
- 대동야승
- 석담일기